# نموذج جاذبية التجارة
نموذج جاذبية التجارة (بالإنجليزية: Gravity model of trade)‏ في الاقتصاد الدولي مشابه لنماذج الجاذبية في العلوم الاجتماعية. وغالباً ما يستخدم الناتج المحلي الإجمالي في القياس. وهو من أشهر النماذج لاستخدام المتغيرات الوهمية في الإحصاء.
ونعني هنا بالمتغير الوهمي المتغير الصوري (بالإنجليزية: Dummy Variable)‏، وهو المتغير النوعي الذي يعبر عن صفة معينة مثل:
اللون، والجنس، والديانة، والحروب، والمنطقة، ويستخدم المتغير الوهمي القيمة (1 صحيح) للدلالة على وجود الصفة، والقيمة (صفر) للدلالة على عدم وجود الصفة.
ويعتبر هذا المتغير الوهمي أكثر وضوحاً في البيانات المقطعية.